# Немеза (митологија)
Немеза, Немесис или Немесида (грч. Νέμεσις) у грчкој митологији је кћерка богиње ноћи Никте и бога таме Ереба, она је богиња одмазде и кажњавања по заслузи. У почетку је била апстрактни појам који је означавао додељивање онога што некоме припада, а касније персонификација праведне срџбе против свега што ремети ред и равнотежу у природи.

## Митологија
Као кћи Ноћи (Никс) она је присутна свуда где се крши Правда (Темида). Прати је Стид (Аидос) и када се људски род буде сасвим искварио, ове две богиње ће заувек напустити Земљу вратити се међу богове на Олимп. Немеза је строга и девичанска богиња. Кажњава таштину и охолост, па је тако казнила и лепог Нарциса. Мења судбине људи и опомиње их на умереност. Немеза је људе даривала срећом или несрећом и то по њиховој заслузи. По томе се она разликује од богиња освете Еринија, које су само кажњавале људе.
И поред тога што је даривала срећу, у свакодневном животу Немеза је више кажњавала, а то је у блиској вези са људским поступцима и наравима. Немеза је посебно кажњавала оне особе које су прекорачиле „праву меру“, тј. оне људе који нису знали да цене изненадну срећу и благостање и себи допустили да другима чине несреће.
Сличну улогу је имала и богиња Адрастија фригијског порекла, која је ушла у грчку митологију, а чије име преведено на грчки значи „она којој није могуће умаћи“.
Према једном миту, Зевс је желео да задобије Немезину љубав, али је она од њега бежала преко копна и мора, преображавајући се у разне животиње. Када се преобразила у гуску, Зевс ју је сустигао и преобразивши у лабуда, сјединио са њом. Из те везе настало је плаво јаје које је Немеза оставила у мочвари. Јаје је пронашла Тиндарејева супруга Леда и из њега је рођена чувена лепа Хелена.

## Култ
Немеза је посебно била поштована међу Јонцима. Два најпознатија средишта њеног култа су била у Смирни и у Атици (у Рамнунту). Касније, у хеленистичко-римској епохи под утицајем религијског синкретизма постала је универзално божанство сродно Кибели, Адрастеји и Изиди. Посебно је поштована приликом одржавања игара јер бди над правилима игре и одлучује о победнику. Због тога су њене статуе честе у гимназијама, амфитеатрима и на хиподромима. Посебно су је поштовали војници, робови, али и они који су ослобођени.

## Ликовна уметност
Најчувенија је њена култна статуа у Рамнунту, дело Фидијиног ученика Агоракрита са Пара. Познато је и неколико рељефних представа на којима је богиња представљена са својим атрибутима: теразије, точак, мач, бич, лук и стрела, узде. 